# DJ-Kicks: Erlend Øye
DJ-Kicks: Erlend Øye – remix album zawierający didżejski mix norweskiego muzyka Erlenda Øye, wydany 19 kwietnia 2004 roku w Niemczech nakładem wytwórni !K7 Records jako CD. Wydana również wersja winylowa (2LP).

## Album

### Historia i muzyka
Wytwórnia !K7 Records zapoczątkowała w 1995 roku serię DJ-Kicks, na którą złożyły się didżejskie miksy reprezentujące różne style i gatunki, realizowane we współpracy z takimi artystami jak: Carl Craig, Kruder & Dorfmeister, Nightmares on Wax czy Stereo MC's. Wśród nich znalazł się norweski śpiewający DJ, Erlend Øye. Przy realizacji swojego miksu wykorzystał on covery klasycznych przebojów, takich jak „Venus” (zespołu Bananarama) i „Always on My Mind” (w wersji duetu Pet Shop Boys) nakładając swój śpiewa a cappella na instrumentalne wersje tych utworów. Wykorzystał też własne utwory: „Intergalactic Autobahn”, „The Black Keys Work” i „A Place In My Heart”, instrumentalny miks „Silicone Soul” przeboju Röyksopp – „Poor Leno”, a także utwory innych artystów, takich jak The Rapture czy Cornelius. Oddzielną grupę remiksów stanowią utwory artystów niemieckich (Øye nagrywając swój album mieszkał w Berlinie, a nie w rodzinnej Norwegii): „So Weit Wie Noch Nie” Jürgena Paape, „2 After 909” Justusa Köhncke, "Airraid” Jackmate, „Dexter” Ricarda Villalobosa czy „Lullaby” Morgana Geista. 

### Lista utworów

#### CD
Lista i informacje według Discogs:
| Nr  | Tytuł utworu                                                                                                  | Oryginalny wykonawca    | Długość |
| --- | --- | ----------------------- | ------- |
| 1.  | „So Weit Wie Noch Nie”                                                                                        | Jürgen Paape            | 3:44    |
| 2.  | „Sheltered Life/ Fine Day (A Cappella) – Erlend Øye”                                                          | Erlend Øye              | 2:04    |
| 3.  | „Drop (Kings Of Convenience Rmx)”                                                                             | Cornelius               | 3:30    |
| 4.  | „If I Ever Feel Better”                                                                                       | Phoenix                 | 3:10    |
| 5.  | „Radio Jolly/ Prego Amore (A Cappella) – Erlend Øye”                                                          | Jolly Music             | 2:05    |
| 6.  | „Rubicon” | Alan Braxe & Fred Falke | 3:58    |
| 7.  | „2D2F” | Avenue D                | 2:51    |
| 8.  | „I Need Your Love”                                                                                            | The Rapture             | 1:55    |
| 9.  | „Lattialla Taas/ Venus (A Cappella) – Erlend Øye”                                                             | Uusi Fantasia           | 1:03    |
| 10. | „2 After 909/ Intergalactic Autobahn (A Cappella) – Erlend Øye”                                               | Justus Köhncke          | 2:29    |
| 11. | „The Black Keys Work (DJ-Kicks)”                                                                              | Erlend Øye              | 3:35    |
| 12. | „Airraid” | Jackmate                | 3:19    |
| 13. | „Poor Leno (Silicone Soul's Hypno House Dub)/ There Is A Light That Never Goes Out (A Cappella) – Erlend Øye” | Röyksopp                | 4:54    |
| 14. | „Metal Chix/ Always On My Mind (A Cappella) – Erlend Øye”                                                     | Skatebård               | 3:10    |
| 15. | „Dexter” | Villalobos              | 2:59    |
| 16. | „Winning A Battle, Losing The War”                                                                            | Minizza                 | 3:47    |
| 17. | „Lullaby/ A Place In My Heart – Erlend Øye”                                                                   | Morgan Geist            | 3:23    |
|     | |                         | 51:56   |

#### LP
Lista i informacje według Discogs:
| A1. | Minizza: Winning A Battle, Losing The War autorzy: Eirik Glambek Bøe, Erlend Øye, wykonanie i produkcja: Minizza (Franck Marguin, Geoffroy Montel)                                        |  |
|     | |  |
| A2. | Erlend Øye: Sheltered Life kompozycja: Erlend Øye, Keith Ruggiero |  |
|     | |  |
| A3. | Röyksopp: Poor Leno (Silicone Soul's Hypno House Dub) autorzy: Sven Berge/ Torbjørn Brundtland, remix i dodatkowa produkcja: Graeme Reedle & Craig Morrison for Silicone Soul Productions |  |
|     | |  |
| B1. | Alan Braxe & Fred Falke: Rubicon autorzy i produkcja: Fred Falke, Alain Queme |  |
|     | |  |
| B2. | Uusi Fantasia: Lattialla Taas autorzy i produkcja: Street Kobra/Kroko Roc |  |
|     | |  |
| B3. | Avenue D: 2D2F autorzy: Debbie Attias, Daphne Gomez-Mena, Mikey Pedraza, produkcja: Roger Greenawalt                                                                                      |  |
|     | |  |
| C1. | Phoenix: If I Ever Feel Better teksty i muzyka: Phoenix, produkcja: Phoenix/Alf/Alex |  |
|     | |  |
| C2. | Erlend Øye: Fine Day (A Cappella) autor: Edward Barton, produkcja: Erlend Øye, inżynier: Davide Bertolini                                                                                 |  |
|     | |  |
| C3. | Erlend Øye: There Is A Light That Never Goes Out (A Cappella) autorzy: Marr/ Morrissey, produkcja: Erlend Øye, inżynier: Davide Bertolini                                                 |  |
|     | |  |
| C4. | Erlend Øye: A Place In My Heart (A Cappella) autor: Erlend Øye, produkcja: T. Metsätähti, inżynier: Davide Bertolini                                                                      |  |
|     | |  |
| D1. | Ada: Luckycharm autorka i producentka: Michaela Dippel |  |
|     | |  |
| D2. | Jackmate: Airraid autor i producent: Michel Baumann |  |
|     | |  |
| D3. | Erlend Øye: Intergalactic Autobahn (A Cappella) autor i producent: Erlend Øye, inżynier: Davide Bertolini                                                                                 |  |
|     | |  |

### Informacje
- Erlend Øye – kierownictwo artystyczne, DJ Mix, śpiew (a cappella), notki na okładce
- Klaus Dahmen – design
- Phonique – konsultacja muzyczna, DJ Mix (konsultacja techniczna i mikserska)
- Ali Kepenek – zdjęcie

## Odbiór

### Opinie krytyków
| Oceny łączne      | Oceny łączne |
| Publikacja        | Ocena        |
| ----------------- | ------------ |
| Album of the Year | 78/100       |
| Recenzje          |              |
| Publikacja        | Ocena        |
| AllMusic          | [ 5 ]        |
| The Guardian      | [ 6 ]        |
| laut.de           | [ 7 ]        |
| Pitchfork         | 8.2/10       |
| Porcys            | 6.5/10       |
| Stylus Magazine   | B-           |

Album otrzymał średnią ocenę 78 na 100 na podstawie 4 recenzji krytycznych w zestawieniu Album of the Year.

Tak! To Erlend Øye, śpiewający DJ, który przyniósł dziś dla was specjalne nagrania, ponieważ wie, że jesteście wyjątkowymi ludźmi.

Dorian Linskey z dziennika The Guardian jest przekonany ze DJ-Kicks Erlenda Øye jest „najbardziej niezwykłym wydawnictwem DJ-Kicks w dziewięcioletniej historii tej serii”. Jako przykład dal przeboje „Venus” i „Always on My Mind”, których interpretacje w wykonaniu Øye nazwał „nawiedzonymi parkietowymi mantrami”. Te utwory oraz remiksy Royksopp, Rapture i Phoenix powinny – zdaniem recenzenta – sprawić, że „otrzymamy idealny mix album dla ludzi, którzy nie kupują mix albumów”.
Zdaniem Jasona Birchmeiera z AllMusic album Øye to „jedna z ciekawszych pozycji w serii DJ-Kicks, przepełniona gustownymi wyborami i naładowaną barwnym śpiewem” artysty. Recenzent dostrzega wprawdzie pewne niedoskonałości, jak „irytujące przejścia” pomiędzy utworami, ale można je łatwo zignorować „w świetle wszystkiego innego wspaniałego tutaj”.
Według Martiny Schmid z laut.de album Erlenda Øye to „przyjemna kompilacja z wysmakowanym doborem utworów i oryginalnymi pomysłami, która jednak tylko miejscami potrafi wyrwać z pewnego letargu i posłać w krótkotrwałe burze entuzjazmu”.
„Dzięki DJ Kicks, impreza Øye jest prawdziwie demokratyczna” – ocenia Nick Sylvester z magazynu Pitchfork dodając: „płyta jest równie ciepła i przyjazna zarówno dla nowicjuszy, jak i długoletnich uzależnionych od tech-house’u”. Cytuje przy tym samego artystę, którego „w równym stopniu interesuje wybór utworów, jak i upewnienie się, że jego słuchacze dobrze się bawią”.
W ocenie redakcji Resident Advisor płyta Øye jest „zasługującą na uwagę częścią potężnej serii DJ-Kicks”.
Sięgnięcie po DJ Kicks Øye poleca Jędrzej Michalak z magazynu Porcys, „zwłaszcza w jednej z tych chwil, gdy nastrój wymaga sprecyzowania przez jakiś czynnik zewnętrzny. Krążek ów nie tylko wprowadzi cię w groove, ale również rozśmieszy”. Autor zwraca też uwagę na „zabawny poradnik w książeczce” dołączonej do płyty, a także na teksty niektórych utworów.
Michael Paoletta z magazynu Billboard ocenia, iż Øye „stworzył kolorowy pejzaż dźwiękowy, który czerpie z house'u, techno, disco-punku i electro. W centrum znajduje się jego kojący głos, który zdobi połowę z 18 utworów”.

### Listy tygodniowe
| Kraj     | Lista    | Pozycja |
| -------- | -------- | ------- |
| Norwegia | VG-lista | 23      |

### Certyfikaty i sprzedaż
Album otrzymał certyfikat srebrnej płyty  od Independent Music Companies Association za sprzedaż co najmniej 30 tysięcy egzemplarzy w całej Europie

### Wyróżnienia
Album znalazł się na 148. miejscu listy 200 czołowych albumów I dekady XXI wieku (The Top 200 Albums of the 2000s) magazynu Pitchfork.